# Ländchen Bellin

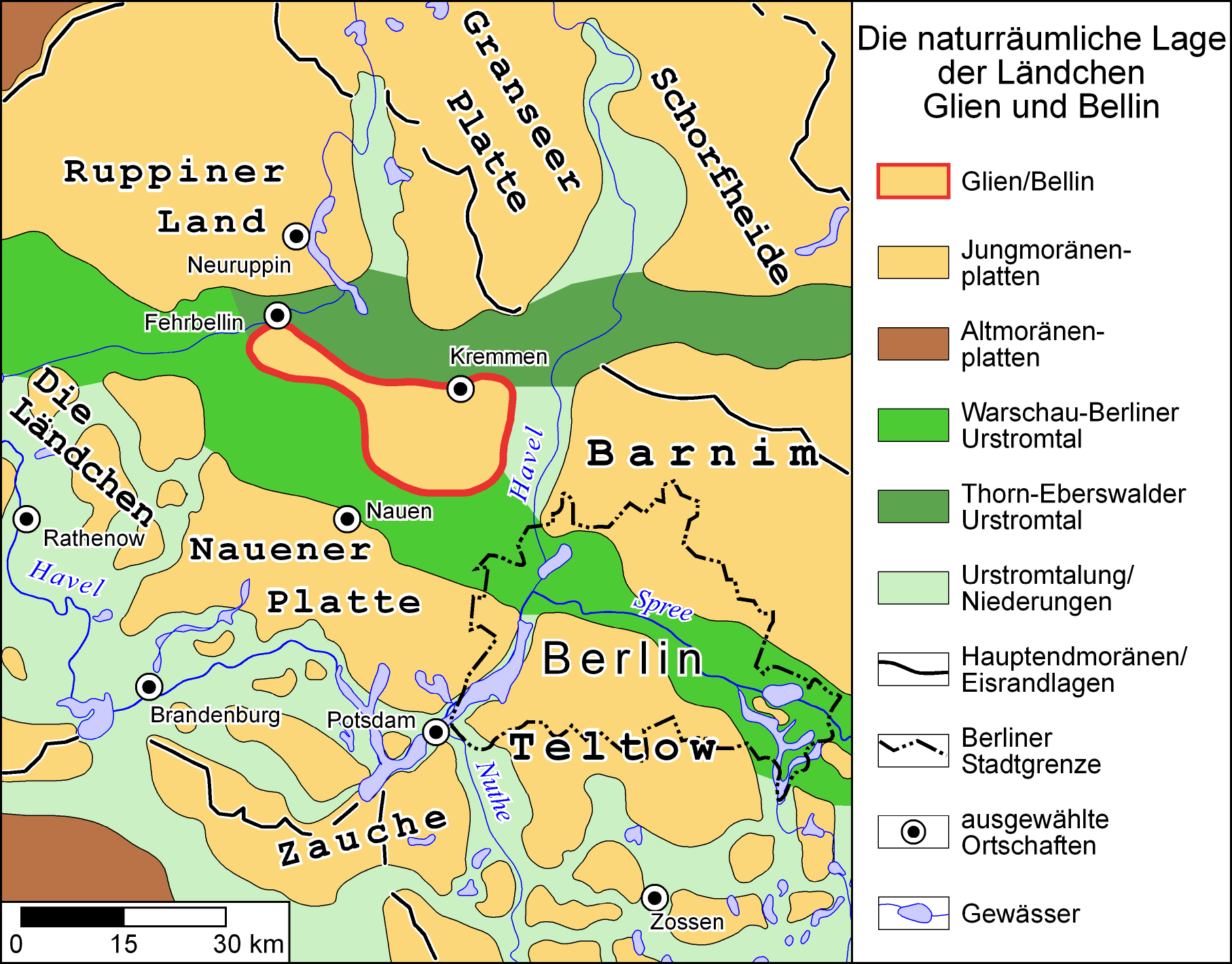
Die naturräumliche Lage des Bellin (linker Teil der rot umfassten Fläche) und des Glien

Das Ländchen Bellin (oder nur Bellin) ist eine kleine Hochfläche nordwestlich von Berlin, zwischen Nauen und Neuruppin. Sie kann als westliche Fortsetzung des Gliens angesehen werden. Sie besteht zum größten Teil aus Grundmoränen, die vor etwa 20.000 Jahren in der jüngsten, der Weichseleiszeit entstanden sind. Das Ländchen erstreckt sich über knapp 15 km in Ost-West-Richtung und trennt damit das im Norden liegende Eberswalder Urstromtal mit dem Rhinluch vom Berliner Urstromtal mit dem Havelländischen Luch im Süden. Die bedeutendsten Orte sind Fehrbellin („Bellin'sche Fähre“), Hakenberg und Linum. Die Hochfläche wird vorwiegend landwirtschaftlich genutzt; eingestreut sind kleine Waldflächen. Der Ostteil des Ländchens Bellin wird von der A 24 (Berlin-Hamburg) durchschnitten.

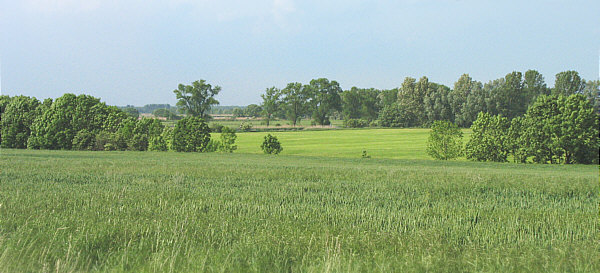
Blick vom Nordhang des Bellin über das Rhinluch

Koordinaten: 52° 47′ 0″ N, 12° 47′ 0″ O